# Ihlara
 (septembre 2017).
Si vous disposez d'ouvrages ou d'articles de référence ou si vous connaissez des sites web de qualité traitant du thème abordé ici, merci de compléter l'article en donnant les références utiles à sa vérifiabilité et en les liant à la section « Notes et références ».
Ihlara est un canton avec sa propre municipalité dans la province d’Aksaray en Anatolie centrale. Situé à environ 40 km (25 mi) d’Aksaray et près de la ville de Güzelyurt, le canton est connu pour la vallée voisine du même nom, la vallée d'Ihlara, longue gorge de 16 km (10 mi) coupée en roche volcanique dans la partie sud de la Cappadoce, après plusieurs éruptions du mont Erciyes et où coule le ruisseau Melendiz.

## Description
La vallée d’Ihlara se compose de 14 km le long de la rivière Melendi nord-sud, qui va de Selime au village d’Ihlara. Parsemée de 105 églises dont la plupart se trouvent à moins de 1 km de l’entrée officielle de la vallée à Ihlara, la première est celle d'Ağaçaltı Kilise (Église sous les arbres), au pied de l’escalier menant dans la vallée, église décorée d'anges bleus et blancs spectaculaires encerclant la figure du Christ sur le dôme bien conservé. Encore 30 m au sud après l’Ağaçaltı se trouve l’église Ptirenllseki, dont les murs fanés enferment les nombreux martyrs de Sivas. La Kokar Kilise (église odorante), 70 m plus loin, célèbre des histoires bibliques avec des fresques colorées et des croix de plafond géométriques ornées.  
En raison de l’abondance de l’eau et des endroits cachés de la vallée, ce fut la première colonie des premiers chrétiens à s’échapper des soldats romains. Il reste de cette époque des centaines de vieilles églises dans les grottes de roche volcanique dont celles de Ağaçaltı , Sümbüllü, Pürenliseki, Kokar, Yilanli, Karagedik, Kirkdamatli, Direkli, Ala, Kemerli et d'Egritas. 
Le canyon est en nid d’abeille avec des habitations souterraines taillées dans la roche et des églises de la période byzantine construites par les Grecs de Cappadoce, populations locales qui furent forcées de quitter la région et de déménager en Grèce en 1923 lors de l’échange de population entre la Turquie et la Grèce,.

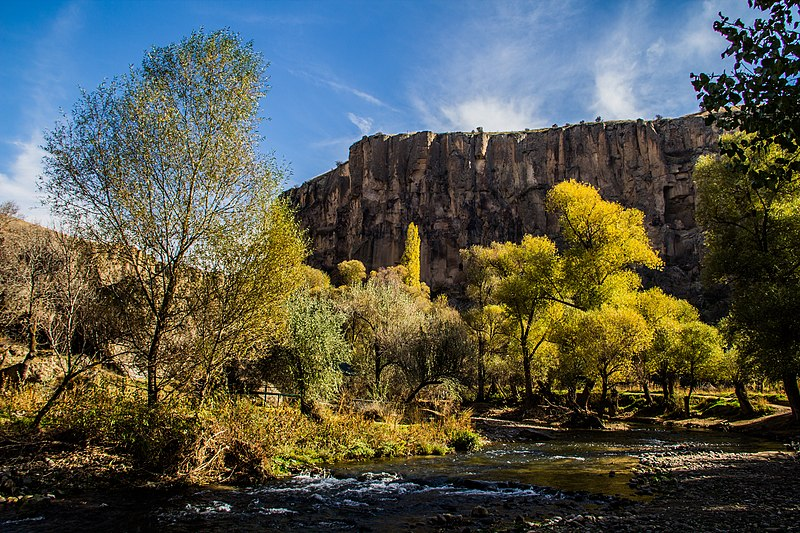
Forêt de la vallée d'Ihara

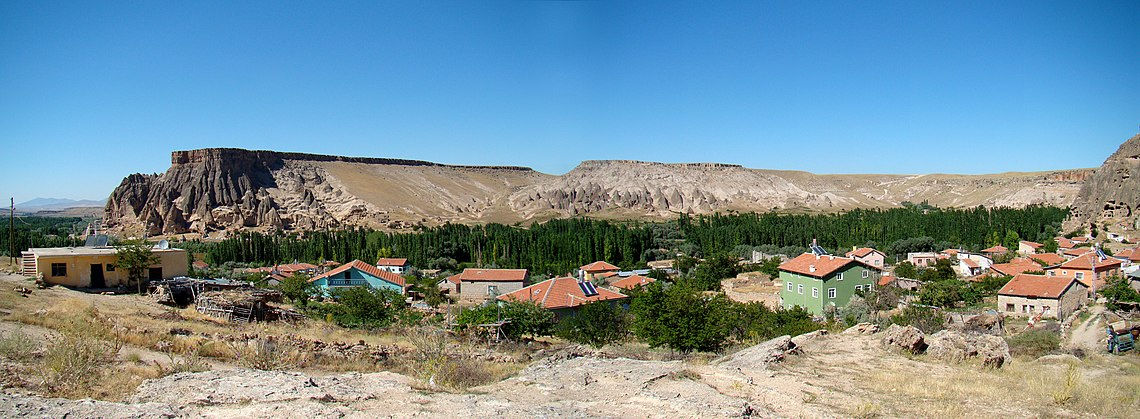
Image panoramique de la vallée